# بويك لوسيرن
بويك لوسيرن (بالإنجليزية: Buick Lucerne)‏هي سيارة يتم إنتاجها من قبل شركة جنرال موتورز .